# Кокле (провинция)
Кокле́ (исп. Coclé) — провинция в центральной части Панамы на южном побережье этой страны. Административный центр — город Пеномоме. Провинция образована на основании Закона от 12 сентября 1855 года под названием Департамент Кокле, когда эти земли входили в состав Суверенного штата Панама Республики Новая Гранада. Департамент получил статус провинции на основании Декрета № 190 от 20 октября 1985 года.

## Доколумбова культура в Кокле
В доколумбову эпоху на территории современной Панамы, в том числе и в провинции Кокле, существовал ряд культур с характерными признаками. Археологи идентифицировали данные культуры по стилям местной керамики. Наиболее ранний и плохо изученный период Ла-Мула (La Mula) длился с 150 г. до н. э. по 300 г. н. э. За ним следовали периоды Тоноси (Tonosi), 300—550 гг. н. э., и Кубита (Cubita), 550—700 гг. н. э. В целом, группа местных культур, объединённая общими признаками, существовала в Кокле с 1200 г. до н. э. по XVI век, до завоевания испанцами.

## Административное деление
Провинция состоит из 6 округов:
- Агуадульсе
- Антон
- Ла-Пинтада
- Ната
- Ола
- Пеномоме

## Экономика
Кокле — в основном сельскохозяйственный регион, основными культурами являются томат и сахарный тростник.

## Туризм
В провинции находятся несколько популярных среди туристов пляжей: Санта-Клара, Фаральон и Рио-Хато. 
В округе Антон имеются водопады: Чорро-Эль-Мачо, Сальто-дель-Сапо, Каскада-Эскондида, Каскадас-де-Лос-Энаморадос, последние три из которых низвергаются в горном заповеднике Индиа-Дормида.